# La Ladrillera Canal Alto
La Ladrillera Canal Alto är en ort i Mexiko.   Den ligger i kommunen Cajeme och delstaten Sonora, i den nordvästra delen av landet, 1 400 km nordväst om huvudstaden Mexico City. La Ladrillera Canal Alto ligger 60 meter över havet och antalet invånare är 125.
Terrängen runt La Ladrillera Canal Alto är platt åt sydväst, men åt nordost är den kuperad. Runt La Ladrillera Canal Alto är det ganska tätbefolkat, med 80 invånare per kvadratkilometer. Närmaste större samhälle är Ciudad Obregón, 9,1 km väster om La Ladrillera Canal Alto. Trakten runt La Ladrillera Canal Alto består till största delen av jordbruksmark.